# Chorus (album)
Chorus is het achtste muziekalbum dat de Duitse contrabassist Eberhard Weber uitbrengt onder zijn eigen naam. Het album is opgenomen in de Tonstudio Bauer te Ludwigsburg; het is een van de eerste digitale opnamen van ECM records. In de muziek wordt gebruikgemaakt van het Choruseffect.

## Musici
- Eberhard Weber – bas; synthesizer;
- Jan Garbarek – sopraan en tenorsaxofoon
- Ralf-R Hübner – drums
- Manfred Hoffbauer – klarinet en dwarsfluit;
- Martin Künstner – (alt)hobo

## Composities
Er staat maar een compositie op het programma: Chorus (deel I-VII).

De "suite" valt in twee delen uiteen; delen I-IV lijken te bestaan uit gecomponeerde muziek met hier en daar wat improvisatie; bij de delen V-VII lijkt het andersom. Dit is vooral te merken aan het feit dat de soli van Jan Garbarek in het eerste gedeelte nog in de hand gehouden worden; bij deel vliegt het af en toe uit de bocht. Deel I en III springer er uit. Deel I begint als een rustige wandeling, de synthesizer begint, de bas geeft het ritme aan, dan volgen slagwerk en saxofoon. De saxofoon klinkt alsof iemand in een bergdal staat te oefenen, zoveel echo is er gebruikt; tegelijkertijd klinkt de bas als een tuba; de "accentnoten" klinken als mwrap. In deel III spelen de bas en saxofoon steeds dezelfde noten. Het lijkt een eenvoudig thema, maar meezingen lukt niet; er wordt iedere keer een ander slot aan de zin gemaakt. De klank van bas en saxofoon samen geeft een vreemd effect. Na deel III komt deel IV dan weer terug met het stapvoetse van deel I.